# Tagg Flats
Tagg Flats és una concentració de població designada pel cens dels Estats Units a l'estat d'Oklahoma. Segons el cens del 2000 tenia 11 habitants.

## Demografia
Segons el cens del 2000, Tagg Flats tenia 11 habitants, 6 habitatges, i 1 famílies. La densitat de població era de 0,8 habitants per km².
Dels 6 habitatges en un 33,3% hi vivien nens de menys de 18 anys, en un 33,3% hi vivien parelles casades, en un 16,7% dones solteres, i en un 66,7% no eren unitats familiars. En el 50% dels habitatges hi vivien persones soles el 50% de les quals corresponia a persones de 65 anys o més que vivien soles. El nombre mitjà de persones vivint en cada habitatge era d'1,83 i el nombre mitjà de persones que vivien en cada família era de 2,5.
Per edats la població es repartia de la següent manera: un 18,2% tenia menys de 18 anys, un 9,1% entre 18 i 24, un 27,3% entre 25 i 44, un 27,3% de 45 a 60 i un 18,2% 65 anys o més.
L'edat mediana era de 44 anys. Per cada 100 dones de 18 o més anys hi havia 200 homes.
La renda mediana per habitatge era de 0 $ i la renda mediana per família de 8.750 $. Els homes tenien una renda mediana de 6.250 $ mentre que les dones 0 $. La renda per capita de la població era de 2.774 $. Entorn del 50% de les famílies estaven per davall del llindar de pobresa.

## Poblacions més properes
El següent diagrama mostra les poblacions més properes.